# Elbridge
|  | No s'ha de confondre amb Eldridge. |

Elbridge és una població del Comtat d'Onondaga (Nova York) als Estats Units d'Amèrica a l'Estat de Nova York. Segons el cens dels Estats Units del 2000 tenia 1.103 habitants.

## Demografia
Segons el cens del 2000, Elbridge tenia 1.103 habitants, 427 habitatges, i 321 famílies. La densitat de població era de 405,6 habitants/km².
Dels 427 habitatges en un 33,5% hi vivien nens de menys de 18 anys, en un 61,6% hi vivien parelles casades, en un 10,1% dones solteres, i en un 24,8% no eren unitats familiars. En el 21,1% dels habitatges hi vivien persones soles el 8,4% de les quals corresponia a persones de 65 anys o més que vivien soles. El nombre mitjà de persones vivint en cada habitatge era de 2,58 i el nombre mitjà de persones que vivien en cada família era de 3.
Per edats la població es repartia de la següent manera: un 24,8% tenia menys de 18 anys, un 6,9% entre 18 i 24, un 27,4% entre 25 i 44, un 24,9% de 45 a 60 i un 16% 65 anys o més.
L'edat mediana era de 40 anys. Per cada 100 dones de 18 o més anys hi havia 96,7 homes.
La renda mediana per habitatge era de 44.712 $ i la renda mediana per família de 49.539 $. Els homes tenien una renda mediana de 36.750 $ mentre que les dones 27.321 $. La renda per capita de la població era de 21.376 $. Entorn del 3,8% de les famílies i el 4,8% de la població estaven per davall del llindar de pobresa.